# 堺市立福泉中学校
堺市立福泉中学校（さかいしりつ ふくいずみ ちゅうがっこう）は、大阪府堺市西区にある公立中学校。福中（ふくちゅう）の略称で呼ばれることがある。
学制改革と同時の1947年に、当時の泉北郡福泉町が中学校を設置したことに始まる。

## 沿革
- 1947年4月21日 - 泉北郡福泉町立中学校として開校。当初は泉北郡福泉町立小学校（現在の堺市立福泉小学校）敷地内に併設。
- 1947年9月3日 - 独立校舎に移転。
- 1951年8月13日 - 現在地に移転。
- 1961年3月1日 - 福泉町が堺市に編入されたことに伴い、堺市立福泉中学校に改称。
- 1988年2月15日 - 体育館落成、校訓制定。
- 2024年1月 - エレベーター新設。(身体不自由の生徒のみ使用可能)
- 2025年6月2日 - 給食開始。

## 通学区域
- 堺市立福泉小学校・堺市立福泉上小学校・堺市立福泉東小学校の通学区域。

## 交通
- 南海バス福泉中学校前
  - 南海高野線堺東駅前9番乗り場から光明池駅行き（鳳駅前経由）。
  - JR阪和線鳳駅前3番乗り場から光明池駅行き。
  - 南海泉北線光明池駅3番乗り場から堺東駅前行き。
- 阪和線 鳳駅 南へ約2.7km、富木駅 南東へ約2.5km、北信太駅 東へ約2.5km。

## 出身者
- さいとう・たかを - 漫画家
- 田中ひろみ - イラストレーター
- RAY - レゲエ歌手
- 入江大樹  - プロ野球選手
- タナカガ  - Youtuber
- メンチニキ  - インフルエンサー